# Црква преподобне Параскеве у Брчком
Црква преподобне Параскеве у Брчком, насељеном месту у саставу дистрикта Брчко, припада Епархији зворничко–тузланској Српске православне цркве.

## Историјат
Градња цркве преподобне Параскеве у Брчком је започета 1996. године према пројекту Стојка Грубача из Бања Луке. Темеље је освештао 27. октобра 1997. године епископ зворничко-тузлански Василије Качавенда, а новоизграђени храм 8. августа 2004. године уз саслужење епископа сремског Василија Вадића и захумско-херцеговачког Григорија Дурића. Иконостас је израдио Растко Шундић из Аранђеловца, иконе на иконостасу је осликао Петар Билић из Београда, а цркву од 2012. године Теодор Кесић из Земуна. Прву грчичку парохију чини део насеља Грчица у Брчком и и ново насеље у Поточарима.